# Sten Tobieson
Sten Gustaf Emil Tobieson, född den 25 juni 1910 i Stockholm, död den 14 april 1981 i Malung, var en svensk jurist.
Tobieson avlade studentexamen 1928 och juris kandidatexamen 1933. Han genomförde tingstjänstgöring 1933–1936 och blev fiskal 1937, assessor i hovrätten för Övre Norrland 1942 (extra ordinarie 1941) och hovrättsråd 1947. Tobieson var häradshövding i Nås och Malungs domsaga 1948–1970 och lagman i Malungs tingsrätt 1971–1977. Han blev riddare av Nordstjärneorden 1950 och kommendör av samma orden 1965.